# Ocnaea gloriosa
Ocnaea gloriosa är en tvåvingeart som först beskrevs av Curtis W. Sabrosky 1943.  Ocnaea gloriosa ingår i släktet Ocnaea och familjen kulflugor.
Artens utbredningsområde är Texas. Inga underarter finns listade i Catalogue of Life.